# Eupithecia holti
Eupithecia holti är en fjärilsart som beskrevs av Jaan Viidalepp 1973. Eupithecia holti ingår i släktet Eupithecia och familjen mätare. Inga underarter finns listade i Catalogue of Life.